# Holy Trinity South Kensington
Pour les articles homonymes, voir Église de la Sainte-Trinité.
Holy Trinity Church, South Kensington, est une église anglicane située sur Prince Consort Road dans la Cité de Westminster, à Londres, en Angleterre.

## Historique
Le bâtiment actuel date de 1901 et a été construit en style néo-gothique par George Frederick Bodley et Cecil Greenwood Hare.

## Personnalités
L'officier Edward Ashmore (1919-2016) et le peintre Gilbert Spencer (1892-1979) se sont tous les deux mariés dans cette église.

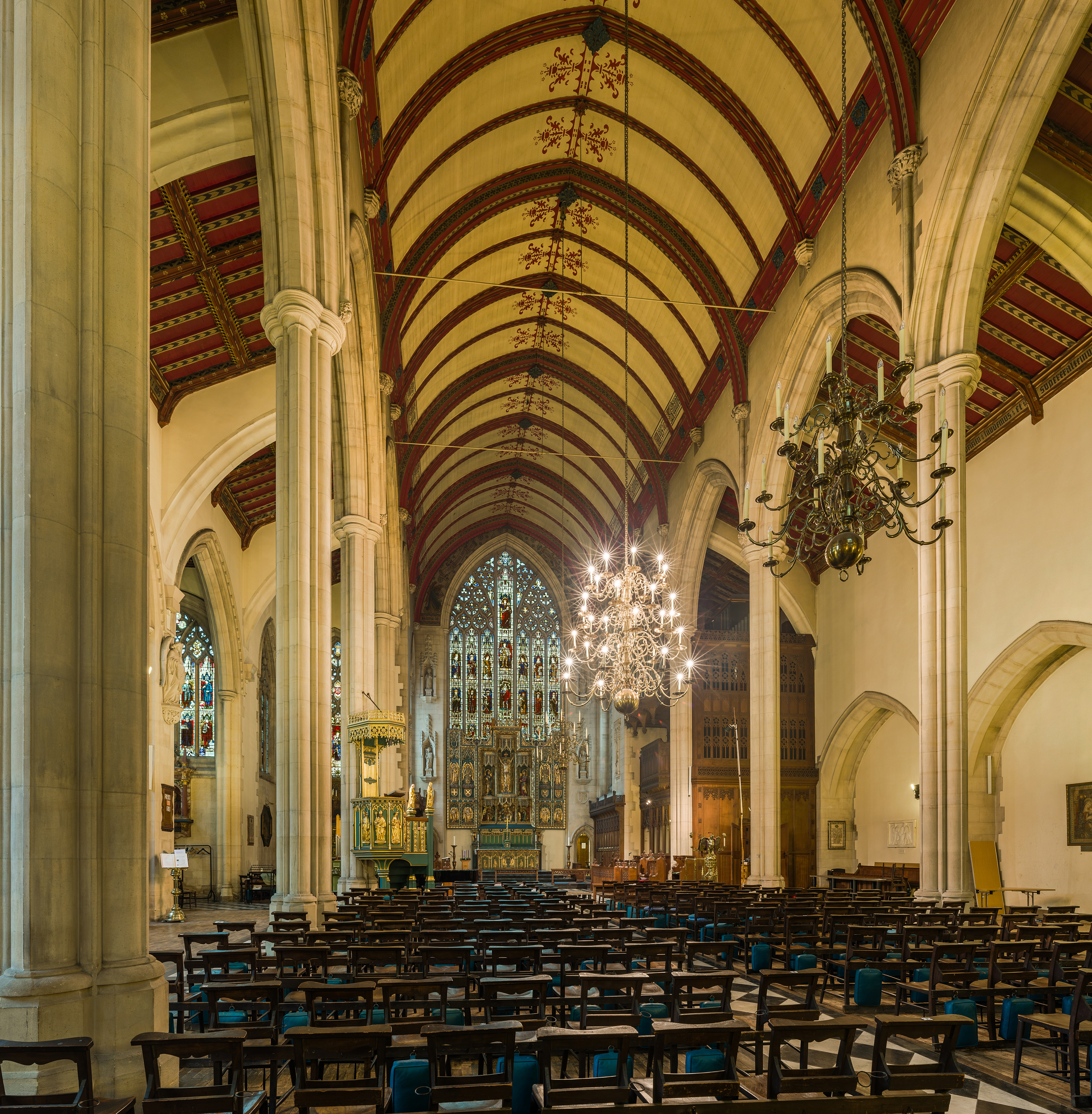
L'intérieur.
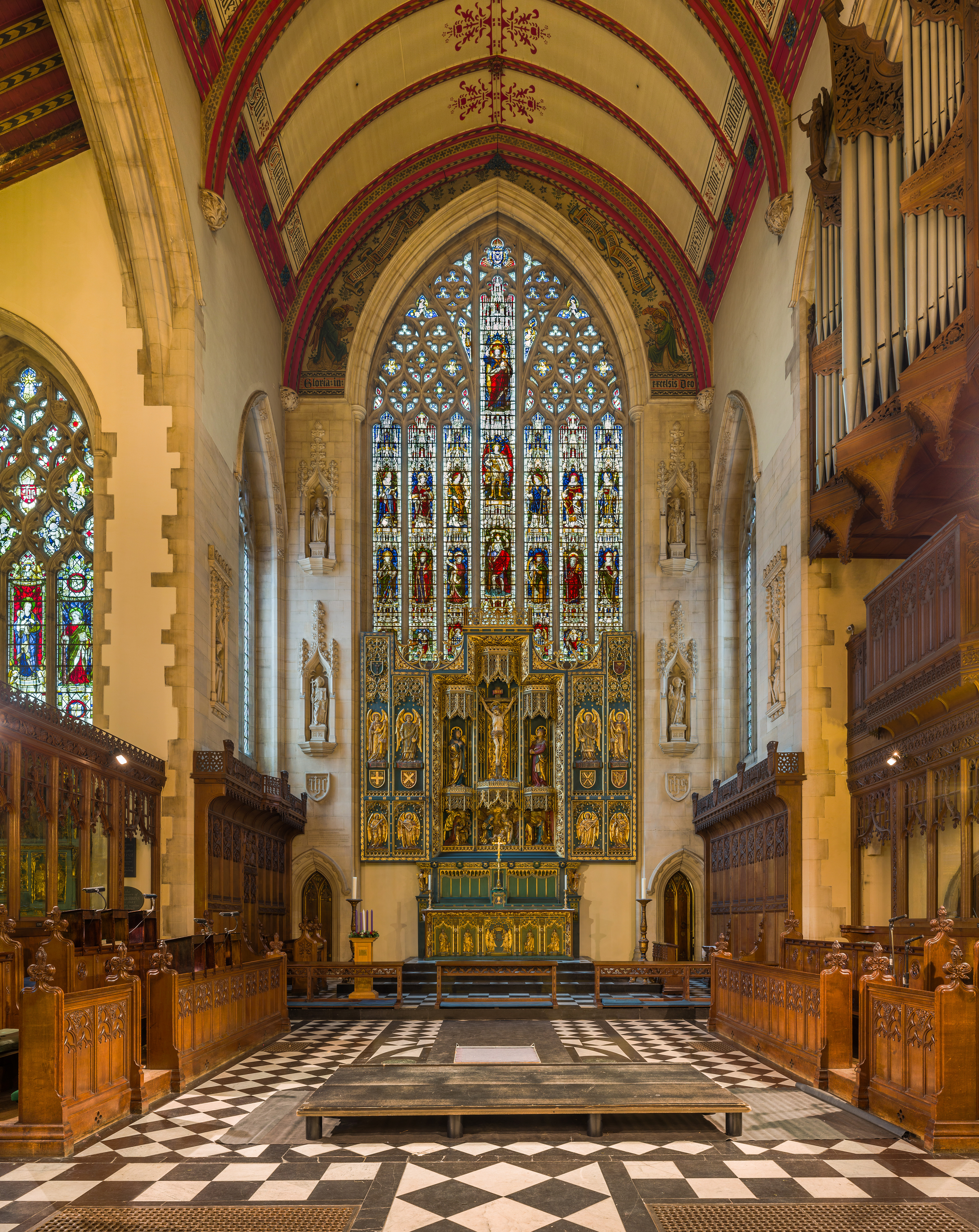
Les retables.
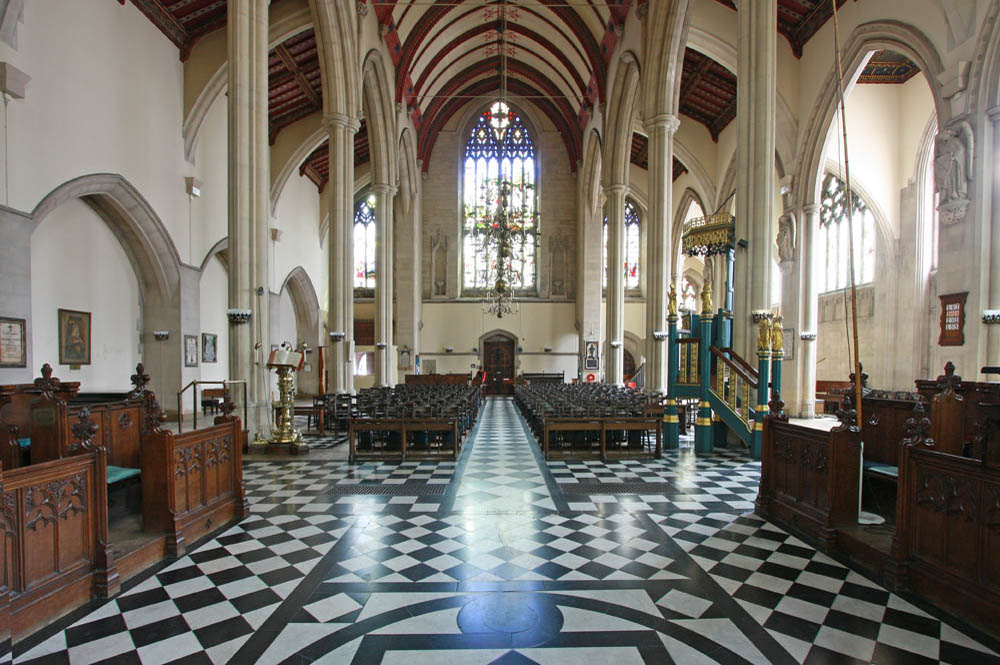
Intérieur.
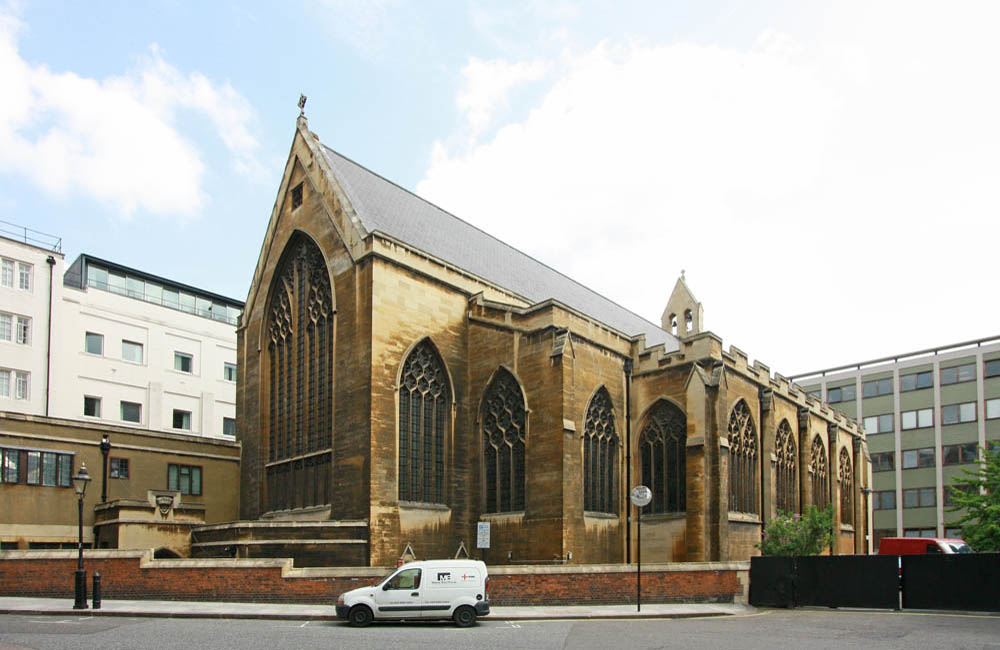
Façade latérale.